# Jonathan Faña
Jonathan Rafael Faña Frías (nacido en Moca, República Dominicana, el 11 de abril de 1987) es un exfutbolista dominicano y jugador histórico de la República Dominicana.

## Trayectoria
Faña inició su carrera con el Moca FC de la República Dominicana, y lideró la Primera División con 16 goles en la temporada 2004/05.
Posteriormente se trasladó a la TT Pro League de Trinidad y Tobago con el club W Connection, en el 2006. Ya en el 2007 adquirió la titularidad, y anotó nueve goles en dicha temporada, en la que se desempeñó como un mediocampista ofensivo. En el 2008, sumó diez anotaciones. 
La temporada del 2009 ha sido la de mayor éxito para Faña, ya que tuvo una buena actuación tanto en la liga trinitense, como en CONCACAF. Lideró el W Connection para conquistar el título regional caribeño, especialmente contra el Puerto Rico Islanders que cayó derrotado en la final por 2:1 el 17 de mayo, con el que se logró además un puesto en la CONCACAF Liga Campeones 2009-10. Ambos goles fueron anotados por Faña, quien acabó también como el líder de los anotadores con seis dianas. Durante la Concacaf Liga de Campeones, jugó siete encuentros en los que anotó cinco goles, que incluyeron una tripleta el 24 de septiembre, en un juego de visita contra Comunicaciones de Guatemala. Tras ese juego, Faña comenzó a recibir ofertas de conjuntos centroamericanos y norteamericanos.
En el mes de febrero de 2010, fue traspasado en calidad de préstamo a Puerto Rico Islanders por un año con opción de compra, cuando finalizara la USSF D2 Pro League. Sin embargo, se perdió el inicio del torneo debido a una lesión, pero debutó el 26 de junio como substituto, en la derrota ante Rochester Rhinos por 3:0. El 2011 fue elegido como el jugador del año por los seguidores del club. Los Islanders extendieron su contrato para la campaña del 2012, en el mes de noviembre de 2011.
En el mes de enero de 2013, el dominicano fue contratado por el club salvadoreño Alianza Fútbol Club (El Salvador), para el Torneo Clausura de ese año.
En el mes de diciembre de 2013, Jonathan Faña fue contratado por un club estadounidense San Antonio Scorpions Fútbol Club para la temporada 2014
A mediados del 2014 Faña fue contratado por el Bauger FC , equipo con el cual terminó siendo el máximo anotador de esta liga con 17 goles.
Fue contratado en la temporada 2015 por el Cibao F. C.
Actualmente ha sido fichado a mediados del 2016 por el Árabe Unido de la Ciudad de Colón en Panamá.
Anotó su primer gol con el Árabe Unido en un partido de la Copa Satélital el 21 de septiembre del 2016
En 2017 se regresa a su ciudad natal, fichando por su primer club Moca FC.

## Selección nacional
Faña debutó con la camiseta dominicana en la fase clasificatoria de la Copa del Caribe de 2007. Jugó los dos partidos de la primera ronda desarrollada en las Islas Vírgenes de los Estados Unidos y en ambos anotó goles: en el primero hizo el descuento en la derrota 3-1 ante Bermudas, y en el segundo tuvo su actuación más descollante al anotar 4 goles en la victoria por 1-6 frente a la selección local. No jugó la segunda ronda ya que el W Connection, su club, no quiso cederlo.
También jugó las rondas eliminatorias de los torneos de 2010 y 2012. En esta última destacó ampliamente, jugando 9 partidos y anotando 7 goles; sin embargo, el equipo dominicano no logró clasificar a la Copa de Oro de la Concacaf 2013 (quedó eliminado en la fase final).
En las eliminatorias al Mundial, participó en la del 2010 (jugó en la primera ronda a partido único ante Puerto Rico, encuentro en donde quedaron eliminados) y 2014 (jugó en la primera y segunda ronda, instancia hasta donde pudo avanzar República Dominicana), en la que jugó 7 partidos y convirtió 3 goles: ante Anguila en ambos partidos jugados en San Cristóbal y ante Surinam en Paramaribo.
Es el máximo goleador de la selección dominicana al registrar 20 goles en 33 partidos jugados.